# Almaz Ayana
Almaz Ayana (ur. 21 listopada 1991 w Bienszangul-Gumuz) – etiopska lekkoatletka specjalizująca się w biegach długodystansowych.
Złota medalistka mistrzostw Etiopii.

## Osiągnięcia
| Rok  | Impreza                     | Miejsce        | Konkurencja                        | Lokata     | Wynik    |
| ---- | --------------------------- | -------------- | ---------------------------------- | ---------- | -------- |
| 2010 | Mistrzostwa świata juniorów | Moncton        | bieg na 3000 metrów z przeszkodami | 5. miejsce | 9:48,08  |
| 2013 | Mistrzostwa świata          | Moskwa         | bieg na 5000 metrów                | 3. miejsce | 14:51,33 |
| 2014 | Mistrzostwa Afryki          | Marrakesz      | bieg na 5000 metrów                | 1. miejsce | 15:32,72 |
| 2014 | Puchar interkontynentalny   | Marrakesz      | bieg na 5000 metrów                | 1. miejsce | 15:33,32 |
| 2015 | Mistrzostwa świata          | Pekin          | bieg na 5000 metrów                | 1. miejsce | 14:26,83 |
| 2016 | Igrzyska olimpijskie        | Rio de Janeiro | bieg na 5000 metrów                | 3. miejsce | 14:33,59 |
| 2016 | Igrzyska olimpijskie        | Rio de Janeiro | bieg na 10 000 metrów              | 1. miejsce | 29:17,45 |
| 2017 | Mistrzostwa świata          | Londyn         | bieg na 5000 metrów                | 2. miejsce | 14:40,35 |
| 2017 | Mistrzostwa świata          | Londyn         | bieg na 10 000 metrów              | 1. miejsce | 30:16,32 |

## Rekordy życiowe
- bieg na 3000 metrów (stadion) – 8:22,22 (2015) rekord Etiopii
- bieg na 3000 metrów (hala) – 8:43,47 (2014)
- bieg na 5000 metrów – 14:12,59 (2016) – 6. wynik w historii światowej lekkoatletyki
- bieg na 10 000 metrów – 29:17,45 (2016) – były rekord świata i Afryki, 5. wynik w historii światowej lekkoatletyki
- bieg na 3000 metrów z przeszkodami – 9:22,51 (2010) – były rekord świata juniorów